# Combremont-le-Petit

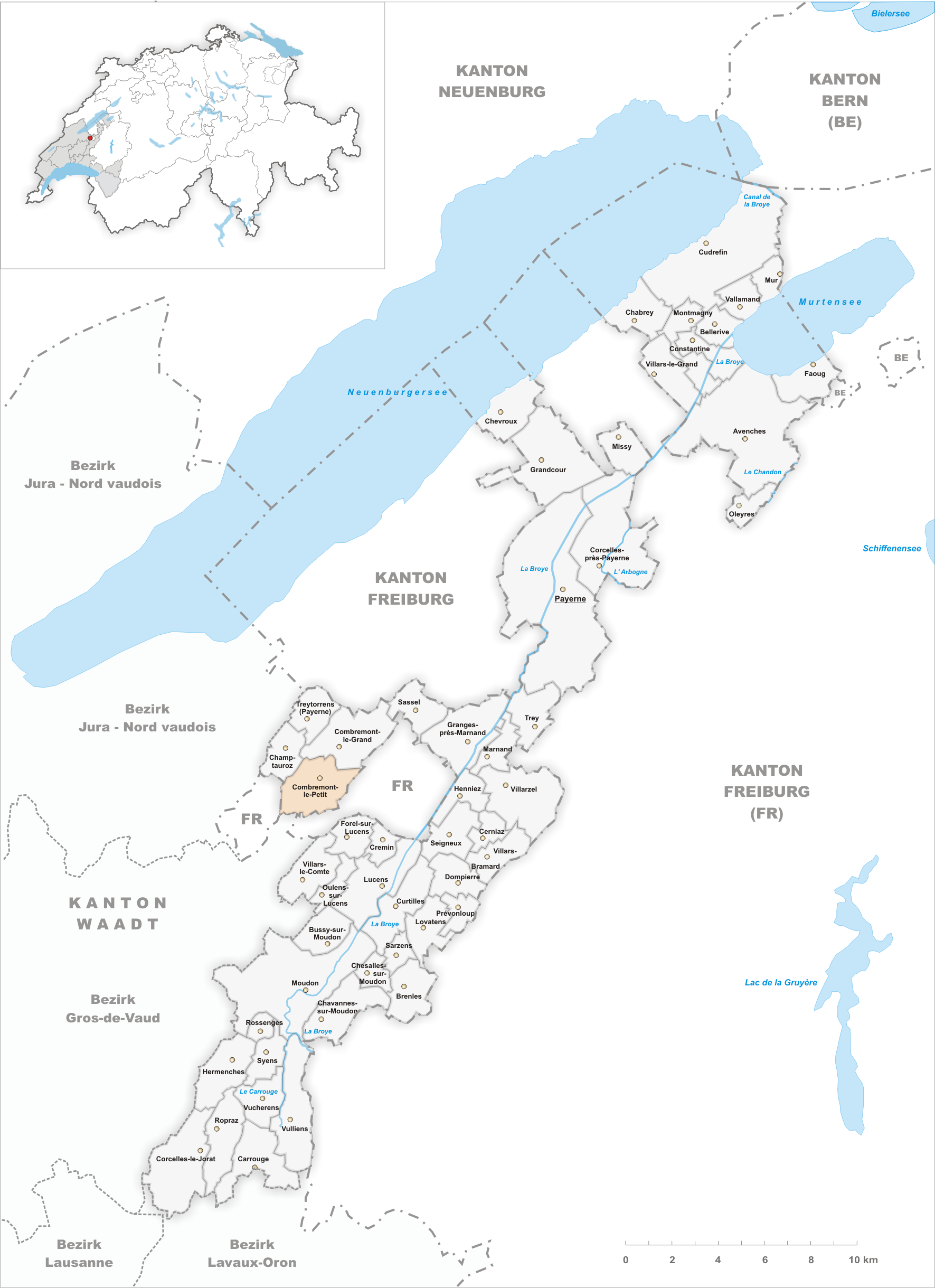
Gemeindestand vor der Fusion am 30. Juni 2011

Combremont-le-Petit war bis zur Fusion mit einigen Nachbargemeinden zur Gemeinde Valbroye am 1. Juli 2011 eine politische Gemeinde im Distrikt Broye-Vully des Kantons Waadt in der Schweiz.

## Geographie
Combremont-le-Petit liegt auf 665 m ü. M., 13 km südwestlich des Bezirkshauptorts Payerne (Luftlinie). Das Haufendorf erstreckt sich in einer kleinen Mulde auf dem Hochplateau zwischen den Tälern der Petite Glâne und der Lembe, im Molassehügelland des nördlichen Waadtländer Mittellandes.
Die Fläche des 5,7 km² grossen ehemaligen Gemeindegebiets umfasst einen Abschnitt des Hügellandes zwischen dem Neuenburgersee und dem Broyetal. Der zentrale Gemeindeteil wurde von der offenen, leicht gewellten Hochfläche von Combremont eingenommen, die nach Nordosten zur Lembe entwässert wird. Nach Süden erstreckt sich der Gemeindeboden über die Höhe Vy de Moudon (737 m ü. M.) bis an den Bachlauf der Lembe, nach Osten bis zum Waldhügel Le Chanex zwischen den Taleinschnitten der Lembe und ihres linken Seitenbachs. Im Westen reicht das Gebiet über die Höhe La Râpe (710 m ü. M.) in das Quellgebiet der Petite Glâne. Ganz im Süden befindet sich der Wald Bois de Montfrioud, in dem mit 780 m ü. M. der höchste Punkt von Combremont-le-Petit erreicht wird. Von der Gemeindefläche entfielen 1997 7 % auf Siedlungen, 22 % auf Wald und Gehölze und 71 % auf Landwirtschaft.
Zur Gemeinde Combremont-le-Petit gehörten mehrere Einzelhöfe. Nachbargemeinden von Combremont-le-Petit waren Combremont-le-Grand, Champtauroz und Denezy im Kanton Waadt sowie Vuissens, Prévondavaux und Surpierre im Kanton Freiburg.

## Bevölkerung
Mit 378 Einwohnern (Stand 31. Dezember 2010) gehörte Combremont-le-Petit zu den kleinen Gemeinden des Kantons Waadt. Von den Bewohnern sind 93,2 % französischsprachig, 3,3 % deutschsprachig und 1,4 % englischsprachig (Stand 2000). Die Bevölkerungszahl von Combremont-le-Petit belief sich 1850 auf 445 Einwohner, 1900 auf 399 Einwohner. Nachdem die Bevölkerung bis 1970 auf 272 Personen abgenommen hatte, wurde seither wieder eine deutliche Bevölkerungszunahme registriert.

## Wirtschaft
Combremont-le-Petit war bis in die zweite Hälfte des 20. Jahrhunderts ein vorwiegend durch die Landwirtschaft geprägtes Dorf. Noch heute haben der Ackerbau, der Obstbau und die Viehzucht eine wichtige Bedeutung in der Erwerbsstruktur der Bevölkerung. Weitere Arbeitsplätze sind im lokalen Kleingewerbe und im Dienstleistungssektor vorhanden. Combremont-le-Petit ist Standort einer Käserei. An der Petite Glâne befand sich früher eine Mühle. Alljährlich wird hier ein Motocross-Rennen ausgetragen. In den letzten Jahrzehnten hat sich das Dorf mit dem Bau von neuen Einfamilienhausquartieren auch zu einer Wohngemeinde entwickelt. Einige Erwerbstätige sind Wegpendler, die in den grösseren Ortschaften des Broyetals arbeiten.

## Verkehr
Combremont-le-Petit liegt abseits der grösseren Durchgangsstrassen an einer Verbindungsstrasse von Estavayer-le-Lac nach Thierrens. Durch einen Postautokurs, der von Payerne nach Combremont-le-Petit verkehrt, ist das Dorf an das Netz des öffentlichen Verkehrs angebunden. Es wird auch durch einen Rundkurs von Estavayer-le-Lac durch das Hinterland bedient.

## Geschichte
Die erste schriftliche Erwähnung erfolgte bereits im Jahr 911 unter dem Namen Cumbromo, als das Dorf durch eine Schenkung an den Bischof von Lausanne gelangte. Später erschienen die Bezeichnungen Cumbremont (1142), Combremont (1184), Cumbremunt (1225) und Conbremont (1233). Der Ortsname geht auf das altfranzösische Wort combre (Zusammenfluss) zurück.
Combremont-le-Petit bildete im Mittelalter eine eigene kleine Herrschaft, die im 15. Jahrhundert den Herzögen von Savoyen gehörte. 1553 gelangte die Herrschaft durch Kauf an die Herren von Combremont-le-Grand, wurde aber 1630 von Bern aufgrund eines illegal durchgeführten Hexenprozesses beschlagnahmt. Mit der Eroberung der Waadt durch Bern im Jahr 1536 kam Combremont-le-Petit unter die Verwaltung der Vogtei Moudon. Nach dem Zusammenbruch des Ancien Régime gehörte das Dorf von 1798 bis 1803 während der Helvetik zum Kanton Léman, der anschliessend mit der Inkraftsetzung der Mediationsverfassung im Kanton Waadt aufging. 1798 wurde das Dorf zunächst dem Bezirk Moudon zugeteilt, 1803 kam es an den Bezirk Payerne.

## Sehenswürdigkeiten
Die Kirche von Combremont-le-Petit wurde 1878 erbaut. Von 1820 stammt das Gemeindehaus, ein Gemeindeofen wurde ebenfalls um diese Zeit errichtet. Im Ortskern sind einige stattliche Bauernhäuser aus dem 17. bis 19. Jahrhundert erhalten.